# Гаково
Гаково (серб. Гаково) — село в Сербії, належить до общини Сомбор Західно-Бацького округу в багатоетнічному, автономному краю Воєводина.

## Населення

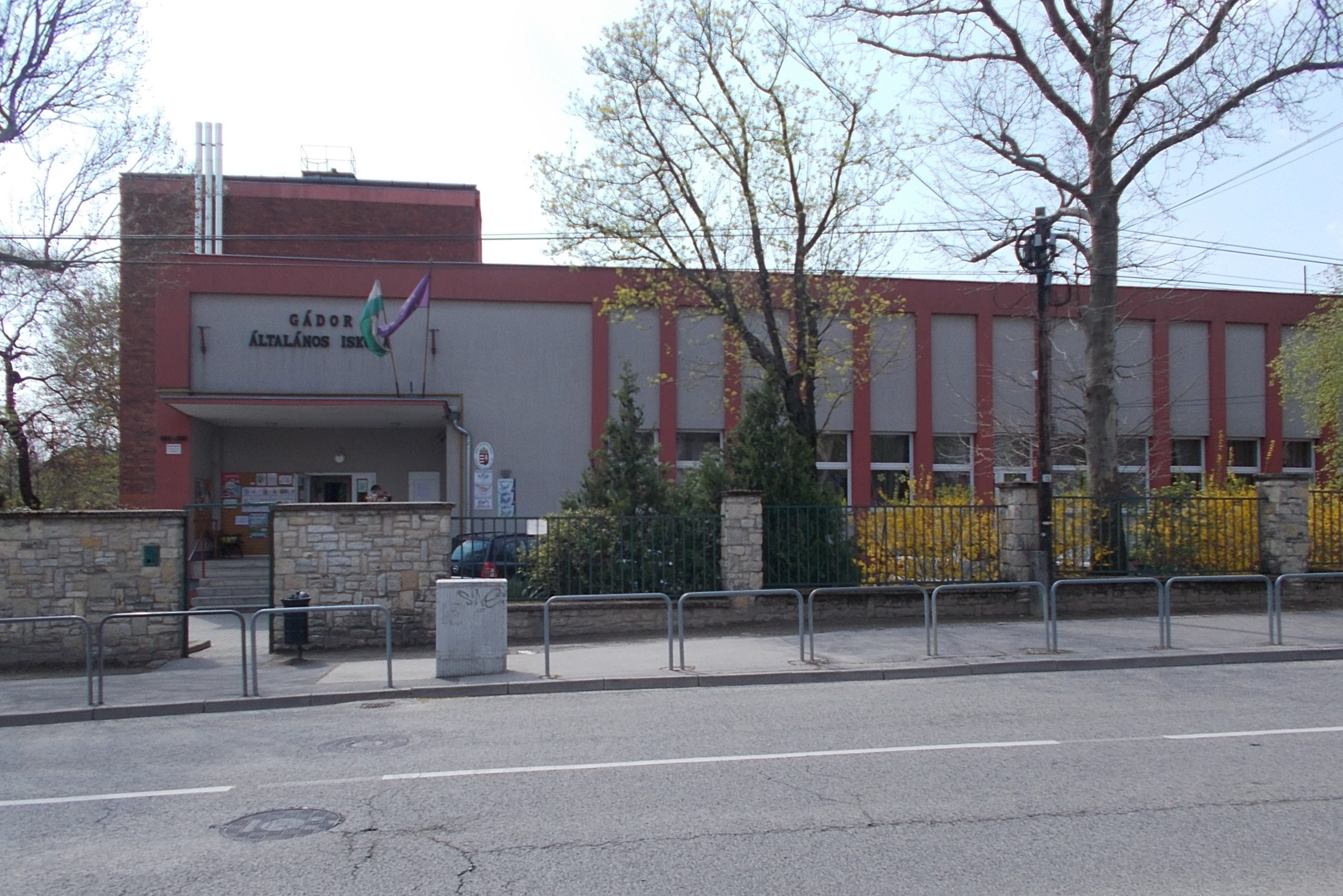
Початкова школа

Населення села становить 2236 осіб (2002, перепис), з них:
- серби — 1805 — 82,00%;
- хорвати — 101 — 4,58%;
- югослави — 101 — 4,58%;
- мадяри — 46 — 2,08%;

Решту жителів  — з десяток різних етносів, зокрема: македонці, роми, бунєвці, німці і навіть кілька русинів-українців.